# Jean-François de Noailles
Jean-François de Noailles, Marquès de Noailles en francès Jean François de Noailles, marquis de Noailles) (28 d'agost 1658 - 23 de juny 1692) era un noble francès, marquès de Noailles.

## Descendència
amb Marguerite Thérèse Rouillé (1687)
1. Louise Antoinette de Noailles (25 febrer 1688 - 21 d'agost 1690)
2. Anne Catherine de Noailles (28 setembre 1694 - 7 novembre 1716)